# Альманах
Альмана́х (від ісп.-араб. al-manāḵ — час, міра) — на початку XIV—XV ст. це календарні таблиці з астрономічними обчисленнями, а пізніше в XVI ст. календарі на довший період часу, врешті, збірки літературних творів (віршів, оповідань, повістей тощо). Різновид сері́йного видання, збірка літературно-художніх і/або науково-популярних творів, об'єднаних за якою-небудь ознакою (тематичною, жанровою, ідейно-художньою тощо).

## Українські альманахи XIX—XX ст.
Вже в староруській літературі відомі так звані «ізборники» і «цвітники». Альманахами в українській літературі були: «Украинскій Альманахъ» (1831, Харків), що містив українські та російські твори про Україну; «Русалка Дністровая»; «Ластівка» (1841, СПБ), виданий Євгеном Гребінкою, містив перші твори Т. Шевченка; «Молодик» І. Бецького (Харків, 1843—1844); «Сніп» О. Корсуна (Харків, 1841).
У другій половині XIX століття та на початку XX століття, у період переслідування українського слова, альманахи відіграли позитивну роль у розвитку української літератури й театру: «Хата» Пантелеймона Куліша (1860, СПБ), що містив крім драми П. Куліша «Колії», поезії Т. Шевченка, П. Кузьменка, Як. Щоголева, оповідання Марка Вовчка, М. Номиса, Олександри Кулішевої (Ганни Барвінок). «Луна» — український альманах на 1881 рік — видав у Києві книгар Лука Ільницький; «Жіночий Альманах» (1887), виданий Н. Кобринською вкупі з Оленою Пчілкою; альманахи: «Складка» (Харків, 1896), «Хвиля за хвилею» (1900, Чернігів), «З-над хмар та долин» (1902, Одеса), «За красою» (1904, Чернівці), виданий прихильниками Ольги Кобилянської; «Рада» — під Редакцією М. Старицького (1883—1884, К.), «Дубове листя» (на пам'ять П. Куліша 1903, Ч.); «На вічну пам'ять Котляревському» (1904, Київ); «На спомини Ол. Конинського» (1903, Київ); «Терновий вінок» (1908, Київ).
У Галичині систематично виходили від 1898—1908 рр. літературні альманахи Віденської «Січі». Теж альманахи «Дніпро» (1922—1940). Останнім був «Літературно-Артистичний Альманах» за 1918 р. (Київ).

## Альманахи Радянської України
Прогресивні радянські альманахи «З потоку життя», «З неволі» та інші «протистояли» літературі буржуазного декадансу, яка мала свої А., такі, як «З-над хмар і з долин», «За красою» тощо. Після 1917 альманах «Жовтень», «Гарт» та ін. повели боротьбу за нову українську радянську культуру проти націоналістичної ідеології.
Численні українські радянські альманахи поділялись за певними тематичними циклами: керівна роль партії, соціалістичне будівн., виховання молоді («Комсомолія», 1938; «Партія веде», 1958, та ін.). Під час нім.-рад. війни виходили А.: «Україна в огні», «Молода гвардія України». Великого поширення набули А. у післявоєн. період («Літературний Донбас», «Радянське Закарпаття», «Київ», «Харків», «Крим» та багато інших).

## Альманахи незалежної України
Упорядковані за роком першого видання
«Зерна»Літературно-мистецький альманах українців Європи (Париж-Львів-Цвікау), заснований в 1994 році українським поетом Ігорем Трачем, що мешкає в Німеччині.
«Візантійський ангел»Альманах сучасної літератури, виходив у Києві з 1995 по 1999 (вийшло 4 номери), друкувалися твори українською, російською та білоруською мовами.
«Грані»Заснований Дніпропетровським національним університетом імені Олеся Гончара та Центром соціально-політичних досліджень. Видається з вересня 1998 року у місті Дніпропетровськ.
«Левада»Щорічний молодіжний літературно-художній альманах Харківської обласної організації Національної спілки письменників України. Видається з 2001 року.
«Спадщина Черкащини»Літературий альманах поетів та письменників Черкащини, заснований Анатолієм Макогоном у 2005 році. Нині головним редактором є його донька — Ганна Волошина.
рос. «Струны сердца. Проникновенность»Засновник Ян Онікс(Сергій Чирва), альманах видається з 2006 року у місті Кременчук всеукраїнською організацією творчої молоді «Струни серця». До нього входять вірші як українською, так російською мовами. Перший випуск — 2006 рік, 600 поезій, 125 авторів, з них україномовних 27, другий випуск — 2008 рік, 600 поезій, 100авторів, україномовних — 20, третій випуск — 2012 рік, 555 поезій, 90 авторів, з них 30 — україномовних. Головний редактор — Ян Онікс (Сергій Чирва).
«Lithium»Альманах, який видається з 2011 року Лілією Стасюк, Дмитром Моцпаном та їхніми колегами у місті Хмельницькому.
«Lira»Альманах, який видається з 2012 року у місті Хмельницькому. Дане видання дає авторам можливість ознайомити широкий загал із власними творами. Особливістю його є індивідуальний підхід до кожного автора з боку видавців.
«Скіфія»Видається щоквартально з 2012 в Каневі видавництвом «Склянка Часу*Zeitglas». Технічний редактор, упорядник, автор оригінал-макету — Олександр Апальков.
«Поетична топоніміка»Поезія та проза про міста і села України. — Редактор-упорядник Любов Сердунич. — Хмельницький: Видавець ФОП Цюпак А. А., — 2015. 228 сторінок. http://biz.liga.net/iot/it/stati/3465101-opasnye-polety-kogda-na-drony-v-ukraine-ponadobyatsya-prava.htm [Архівовано 23 серпня 2016 у Wayback Machine.]. До збірника увійшли твори 77 авторів, які розповідають про 90 населених пунктів України — художні твори про села, селища і міста. Видання багате фактичним матеріалом, цікавими гіпотезами, насичене власними враженнями авторів. Охоплено різні сфери життя населених пунктів у різні часи минувшини з погляду історії, літератури, географії, ономастики, фольклору.
«Наше слово»Поезія і проза. Літературний альманах — Косів: Писаний Камінь, 2015—342 с. ISBN 978-966-181-082-1
«Литаври»літературно-художнє видання 2016 року. До альманаху увійшли твори понад 80 учасників фестивалю «Литаври», що проходив 22-24 вересня 2016 у Ніжині і Чернігові.
«Рідні обрії»до альманаху увійшли твори Віталія Абліцова, Олександра Божка, Любові Голоти, Валерія Герасимчука, Володимира Даниленка, Віктора Женченка, Миколи Жулинського, Галини Кирпи, Олексія Кононенка, Миколи Луківа, Володимира Мельникова, Павла Мовчана, Михайла Наєнка, Тетяни Пишнюк, Анатолія Радзіховського, Ніни Скочко, Мирослави Танської, Василя Фольварочного, Антонії Цвід, Ганни Чубач, Станіслава Шевченка, Тетяни Щегельської, Юрія Щербака та інших відомих авторів з усіх куточків України — Київ: Упорядники Олена Іщенко, Олександр Кавуненко; Гравюри Миколи Стратілата; «Український письменник», 2018— 272 с., ISBN 978-966-579-554-4.